# Scalmicauda confusa
Scalmicauda confusa är en fjärilsart som beskrevs av Sergius G. Kiriakoff 1959. Scalmicauda confusa ingår i släktet Scalmicauda och familjen tandspinnare. Inga underarter finns listade.